# Lilianovo
Lilianovo (în bulgară Лиляново) este un sat în comuna Sandanski, regiunea Blagoevgrad,  Bulgaria. 

## Demografie
Componența etnică a satului Lileanovo
     Bulgari (94,38%)
     Nicio identificare (5,61%)
     Altele (0%)
La recensământul din 2011, populația satului Lileanovo era de 196 locuitori. Din punct de vedere etnic, majoritatea locuitorilor (94,38%) erau bulgari. Pentru 5,61% din locuitori nu este cunoscută apartenența etnică.